# Myxexorista resinellae
Myxexorista resinellae är en tvåvingeart som beskrevs av Girschner 1899. Myxexorista resinellae ingår i släktet Myxexorista och familjen parasitflugor.
Artens utbredningsområde är Polen. Inga underarter finns listade i Catalogue of Life.